# Domingos Sarmento Alves
Domingos Sarmento Alves, Kampfname Soro, ist ein osttimoresischer Diplomat und Politiker. Er ist Mitglied der Partido Democrático.

## Werdegang
Alves hat einen Bachelor in Labor und Organizational Psychology und war als Post-Doktorand in Portugal, wo er zu Institutionen von ASEAN und Europäischer Union studierte.
1979 war Alves mit seiner Familie einer der Flüchtlinge, die in der Widerstandsbasis der FALINTIL am Matebian Zuflucht vor der Invasion der Indonesier gefunden hatten. Als die indonesische Armee die Basis zerstörte, wurde Alves Zeuge verschiedener Gewalttaten. Mitte der 1990er-Jahre war Alves Sondergesandter der Resistência Nacional dos Estudantes de Timor-Leste RENETIL (deutsch Nationaler Widerstand der Studenten aus Timor-Leste) und beteiligte sich an Studentenprotesten. Bei der zwölftägigen Besetzung der amerikanischen Botschaft in Jakarta, während des Besuchs von Bill Clinton in Indonesien im November 1994, war Alves der Sprecher der RENETIL-Aktivisten. Die 29 Teilnehmer erhielten nach der Aktion politisches Asyl in Portugal.
Zusammen mit anderen Mitgliedern der RENETIL war Alves 2001 einer der Gründer der Partido Democrático in Osttimor. Nachdem Osttimor 2002 seine Unabhängigkeit wieder erlangt hatte, war er von November 2002 bis Januar 2005 Berater für internationale Beziehungen im Büro des Staatspräsidenten und geschäftsführender Protokollchef des Staatspräsidenten und dann bis Oktober 2006 Nationaler Direktor für bilaterale Angelegenheiten im Außenministerium. Von 2006 bis April 2011 war Alves Botschafter in Japan und von August 2012 bis April 2014 politischer Berater von Alberto Carlos, des Vizeministers für Äußeres.
Am 21. Mai 2014 wurde Alves zum Botschafter Osttimors in den Vereinigten Staaten ernannt. Die Akkreditierung erfolgte am 3. Juni. Am 25. Juni wurde Alves auch zum Botschafter in Kanada ernannt. 2019 löste ihn Isílio Coelho ab. Alves wurde im Außenministerium politischer Berater.

## Sonstiges
Alves spricht Tetum, Bahasa Indonesia, Portugiesisch und Englisch fließend. Von Spanisch beherrscht er die Grundlagen.
Alves ist verheiratet und hat eine Tochter.